# Audi R8R
Audi R8R — гоночный прототип  серии Ле-Ман построен Audi для гонок 24 часа Ле-Мана 1999 г. Разработка R8R началась в 1997 году. Вместе с открытой R8R (Roadster) была выпущена и закрытая версия R8C (Coupe).

## Гоночная история
После нескольких месяцев испытаний R8R дебютировал на гонке 12 часов Себринга в 1999 году. Под управлением команды  Joest Racing в квалификации установили лишь 11-е и 12-е места. Тем не менее, после двенадцати часов R8R смогли подняться на подиум, заняв 3-е место, в то время как машина другой команды заняла 5-е место.  В этом же году R8R выступил в гонке 24 часа Ле-Мана заняв 3-е и 4-е места.

## Технические характеристики
Двигатель V8 3.6 л. с турбонаддувом мощностью около 600 л.с. (450 кВт). Монокок R8R выполнен из углеродистого волокна, в корпусе применен легкий но очень прочный кевлар.

## Галерея
- Прототип 1998 г.
- Прототип 1998 г.
(вид сзади)